# Маринцов Борис Вікторович
Борис Вікторович Маринцов (21 лютого 1958, Кадіївка — пом. 28 грудня 2021) — радянський футболіст, який грав на позиції захисника та півзахисника, та український футзаліст. Найбільш відомий за виступами у складі сімферопольської «Таврії» у першій та вищій лізі.

## Клубна кар'єра
Борис Маринцов народився в Кадіївці, розпочав займатися футболом у рідному місті, пізніше продовжив удосконалення своєї футбольної майстерності у ворошиловградському спортінтернаті. Після завершення навчання Маринцов грав за дублюючий склад ворошиловградської «Зорі», а з 1978 став гравцем команди другої ліги «Суднобудівник» з Миколаєва. У 1979 році отримав запрошення до команди першої ліги «Таврія» з Сімферополя. Наступного року разом із командою Маринцов став перможцем турніру першої ліги, після чого «Таврія» вийшла до вищої ліги. Проте за підсумками сезону 1981 року команда вибула до першої ліги. Після завершення сезону 1981 року Борис Маринцов перейшов до армійського клубу другої ліги СКА (Київ), у складі якого став чемпіоном УРСР та переможцем зонального турніру другої ліги, утім до першої ліги київські армійці не зуміли вийти. У 1984 році Маринцов повернувся до «Таврії», проте вже не був гравцем основи, оскільки під керівництвом Анатолія Конькова та Геннадія Логофета команда грала вже зовсім у інший футбол, ніж на самому початку 80-х років, коли Маринцов перший раз грав у складі сімферопольського клубу. По ходу сезону 1984 року Маринцов перейшов до своєї колишньої команди «Суднобудівник», у складі якого грав до кінця 1986 року.
У 1987 році Борис Маринцов став гравцем команди другої ліги «Океан» з Керчі, в якій грав до кінця сезону 1989 року. Надалі Маринцов грав у складі ще аматорського махачкалинського «Анжі», а після завершення виступів на футбольних полях працював рятувальником в МНС. У 1999—2002 роках Борис Маринцов грав у складі футзального клубу «Динамо» з Сімферополя. Помер Борис Маринцов 28 грудня 2021 року.

## Досягнення
- Переможець першої ліги 1980 року.
- Переможець чемпіонату УРСР з футболу 1983, що проводився у 6-й зоні другої ліги чемпіонату СРСР.